# غار کورنگون
اشکفت کورنگون مربوط به دوران فرادیرینه‌سنگی است و در شهرستان ممسنی، بخش رستم، دهستان رستم ۱، ۲/۵ کیلومتری شرق روستای شیخی زیردو، ۱ کیلومتری شمال شرق نقش برجسته کورنگون واقع شده و این اثر در تاریخ ۳۰ بهمن ۱۳۸۶ با شمارهٔ ثبت ۲۰۸۵۹ به‌عنوان یکی از آثار ملی ایران به ثبت رسیده است.